# Felice Beato
Felice Beato (Korfoe, 1832 - 1909), ook bekend als Felix Beato, was fotograaf. Hij was een van de eerste fotografen die foto's nam in Oost-Azië, en een van de eerste oorlogsfotografen.
Hij is bekend door zijn genrestukken, portretten, en uitzichten en panorama's van de architectuur en landschappen van Azië en het Middellandse Zeegebied. De reizen die Beato maakte naar vele landen gaven hem de kans om krachtige foto's van landen, mensen en gebeurtenissen te maken die onbekend waren bij de meeste mensen in Europa en Noord-Amerika. Nog steeds worden zijn foto's gebruikt als het gaat over de Muiterij van Sepoy en de Tweede Opiumoorlog. Zijn foto's zijn de eerste voorbeelden van wat later de fotojournalistiek zou worden genoemd.
- Bibliothèque nationale de France: cb12057416n (data)
- CiNii: DA01258639
- Gemeinsame Normdatei: 118987186
- International Standard Name Identifier: 0000 0001 1798 1448
- KulturNav: 18558f8e-24b7-430a-ab1a-902e0e40fa33
- Library of Congress Control Number: n85044155
- Bibliotheek van het Japanse parlement: 00432633
- National Gallery of Victoria: 2259
- Nationale Bibliotheek van Tsjechië: xx0150419
- Nationale Bibliotheek van Israël: 987007310997005171
- PIC: 1895
- Réseau des bibliothèques de Suisse occidentale: 02-A002980949
- RKD-Nederlands Instituut voor Kunstgeschiedenis: 380378
- LIBRIS: 245768
- SNAC: w64q87p6
- Système universitaire de documentation: 028816293
- Union List of Artist Names: 500002985
- Virtual International Authority File: 95698883
- WorldCat: E39PBJcRdfhppJrKtGqYBKDXh3